# Per Fløng
Per Fløng (født 26. december 1960 i Aarhus) er en dansk biolog, fotograf og tv-meteorolog.
Fløng blev student fra Marselisborg Gymnasium i 1981 og cand.scient. i biologi fra Aarhus Universitet i 1989.
Han arbejdede fra 1999 til 2010 som vært på TV 2 Vejret, og var freelancefotograf indtil han i 2012 blev ansat som vejr-mand på DR Update, hvorfra han dog efter kun få måneder på skærmen igen blev fyret.
I 2008 fik Per Fløng kritik fra TV 2's ledelse for på sin TV 2-blog at have støttet dødsstraf til Josef Fritzl. 
I sommeren 2008 erkendte Fløng at han var kæreste med den 27 år yngre Jesper Hyldal Sørensen.